# Rainer Schützeichel
Rainer Schützeichel (* 3. Oktober 1958; † 25. Oktober 2023) war ein deutscher Soziologe und Professor an der Fakultät für Soziologie der Universität Bielefeld.

## Leben
Rainer Schützeichel studierte Philosophie und Sozialwissenschaften in Bonn und Bochum. Er wurde 2001 an der Fernuniversität Hagen zum Dr. rer. soc. promoviert und ebenda 2011 habilitiert.  Von 2005 bis 2012 vertrat er Professuren in Aachen, Bielefeld, Bochum, Hagen, Duisburg, München und Koblenz-Landau.
Ab 2013 lehrte er an der Fakultät für Soziologie der Universität Bielefeld in den Feldern der Soziologischen Theorie, der Historischen Soziologie sowie der Wirtschafts- und Religionssoziologie. Hauptforschungsgebiete waren die Soziale Kausalität und Theorie, die sozialen Funktionsbereiche, insbesondere Zeit, die Wirtschaftstheorie und der Wissenshaushalt von Gesellschaften. Schützeichel ist Verfasser mehrere Bücher und zahlreicher Artikel. Er war Herausgeber der Sozialwissenschaftliche Einführungen, einem Werk mit 6 Bänden. Von 2015 bis 2022 war er geschäftsführender Herausgeber der Zeitschrift für Soziologie.
Rainer Schützeichel starb überraschend am 25. Oktober 2023.

## Schriften (Auswahl)
- Sinn als Grundbegriff bei Niklas Luhmann (= Campus Forschung. Band 852). Campus-Verlag, Frankfurt am Main 2003, ISBN 3-593-37132-4 (Zugleich: Dissertation, Fernuniversität Hagen, 2001).
- Soziologische Kommunikationstheorien. UTB, 2015, ISBN 3-8252-4469-5 (eingeschränkte Vorschau in der Google-Buchsuche).
- Sinn als Grundbegriff bei Niklas Luhmann. Campus Verlag, 2003, ISBN 3-593-37132-4 (eingeschränkte Vorschau in der Google-Buchsuche).
- Handbuch Wissenssoziologie und Wissensforschung. Herbert von Halem Verlag, 2018, ISBN 978-3-7445-1619-8, 864  S. (eingeschränkte Vorschau in der Google-Buchsuche).
- mit Jens Greve und Annette Schnabel (Hrsg.): Das Mikro-Makro-Modell der soziologischen Erklärung. Springer-Verlag, 2009, ISBN 3-531-91774-9 S. 371 (eingeschränkte Vorschau in der Google-Buchsuche).
- mit Annette Schnabel (Hrsg.): Emotionen, Sozialstruktur und Moderne. Springer-Verlag, 2012, ISBN 3-531-93443-0 (eingeschränkte Vorschau in der Google-Buchsuche).
- mit Konstanze Senge: Hauptwerke der Emotionssoziologie. Springer-Verlag, 2012, ISBN 3-531-93439-2 (eingeschränkte Vorschau in der Google-Buchsuche).
- mit Michael Ebertz: Sinnstiftung als Beruf. Springer-Verlag, 2010, ISBN 3-531-16815-0 (eingeschränkte Vorschau in der Google-Buchsuche).
- Historische Soziologie. Transcript, Bielefeld 2004, ISBN 3-89942-190-6 (transcript-verlag.de [PDF; 1,2 MB]).

- Herausgeberschaft Sozialwissenschaftliche Einführungen im Verlag De Gruyter Oldenbourg, ISSN 2570-0529
  - Band 1, Andreas Tutić: Rational Choice, 2020
  - Band 2, Thomas Faist, Başak Bilecen, Kerstin Schmidt, Christian Ulbricht: Soziologie der Migration. Eine systematische Einführung, 2020
  - Band 3, Sebastian M. Büttner, Monika Eigmüller, Susann Worschech: Sociology of Europeanization, 2022
  - Band 4, David Kaldewey: Wissenschaftsforschung, 2023
  - Band 5, Florian Muhle: Soziale Robotik. Eine sozialwissenschaftliche Einführung, 2023
  - Band 6, Uta Karstein: Kunstsoziologie, 2024 (geplant)